# Archiacanthocephala
Archiacanthocephala é uma classe de vermes microscópicos parasitas do filo Acanthocephala. Habitam a parede intestinal de numerosos vertebrados, incluindo os humanos.
Caracterizam-se pela parece corporal e lemnisco (um feixe de fibras nervosas sensoriais) cujos núcleos celulares se divedem sem a formação de fuso acromático.
Normalmente os machos possuem oito glândulas adesivas separadas que se se tornam uma das poucas maneiras de distinguir as superfícies dorsal e ventral destes organismos.

## Sistemática
Os Archiacanthocephala envolvem um número de espécies em várias ordens e famílias:

- Apororhynchida Thapar, 1927
- Gigantorhynchida southwell e Macfie, 1925
- Moniliformida
  - Moniliformidae Schmidt, 1972
    - Moniliformis
- Oligacanthorhynchida
  - Oligacanthorhynchidae Petrochenko, 1956
    - Macracanthorhynchus
    - Prosthenorchis